# Geolycosa dunini
Geolycosa dunini is een spinnensoort in de taxonomische indeling van de wolfspinnen (Lycosidae).
Het dier behoort tot het geslacht Geolycosa. De wetenschappelijke naam van de soort werd voor het eerst geldig gepubliceerd in 2000 door Alexander A. Zyuzin & Dmitri Viktorovich Logunov.